# Chark (wyspa)

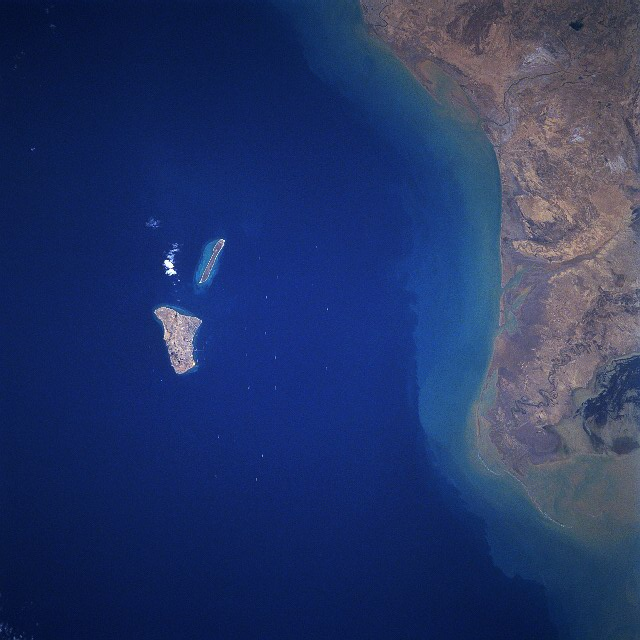

Chark (Jazīreh-ye Khārk) – niewielka irańska wyspa znajdująca się w północnej części Zatoki Perskiej. Powierzchnia wyspy wynosi 25 km².
Na wyspie znajduje się duży terminal naftowy połączony rurociągami z polem naftowym z Aga Dżari (Āghā Jārī) w płd.-zach. części Iranu.
W latach 1982–1986 wyspa była miejscem częstych ataków lotniczych podczas wojny iracko-irańskiej.
Wyspa pojawia się w grze Delta Force: Helikopter w Ogniu oraz Battlefield 3.